# Covergirl
Covergirl är en låt av popbandet Melody Club från debutalbumet Music Machine. Singeln släpptes år 2002 och producerades av den svenske producenten Dan Sundquist.